# Alleanza militare

in rosso la NATO; in viola lo SCO; in verde il CPS-PSC; in blu l'UNASUR; in grigio nessun'alleanza militare

L'alleanza militare è definita come un accordo politico che mira all'associazione di due o più stati per concentrare gli sforzi al servizio di una condotta comune di importanza politica. Il concetto di alleanza deve verificare una serie di condizioni. La sua fonte deve essere un trattato internazionale e il suo fine la concertazione di un'azione comune. È anche un atto politico che comporta determinati obblighi reciproci.
Uno degli esempi dell'alleanza storica erano la Triplice alleanza del 1788 o della Triplice intesa del 1907. Il più conosciuto nella storia era, senza dubbio, il Patto di Varsavia; una delle organizzazioni di difesa militare del periodo dell'Unione Sovietica. Dopo la caduta dell'Unione Sovietica, al suo posto, nasce l'Organizzazione del trattato di sicurezza collettiva, l'organizzazione di difesa della Comunità degli Stati Indipendenti. In Europa e gli Stati Uniti hanno creato la NATO nel periodo dei due blocchi, oltre a quella orientale, era il blocco occidentale. Mentre il Southeast Asia Treaty Organization durò dal 1954 al 1977 durante il periodo della guerra vietnamita.